# Leucadendron chamelaea
Leucadendron chamelaea är en tvåhjärtbladig växtart som först beskrevs av Jean-Baptiste de Lamarck, och fick sitt nu gällande namn av I. Williams. Leucadendron chamelaea ingår i släktet Leucadendron och familjen Proteaceae. Inga underarter finns listade i Catalogue of Life.